# Global Precipitation Measurement
Global Precipitation Measurement (GPM) ist ein Erdbeobachtungssatellit der gemeinsam von der japanischen Weltraumbehörde JAXA und der US-amerikanischen NASA entwickelt wurde.
Er wurde am 27. Februar 2014 um 18:37 UTC mit einer japanischen H-IIA-Trägerrakete vom Tanegashima Space Center zusammen mit sieben weiteren deutlich kleineren Satelliten (Ginrei, INVADER, KSAT-2, OPUSAT, STARS-II, TeikyoSat-3 und ITF-1) in eine erdnahe Umlaufbahn gebracht.
Der Satellit ist mit einer Mikrowellenkamera (GPM Microwave Imager = GMI) und einem Dualfrequenz-Radarmessgerät (Dual-frequency Precipitation Radar = DPR) ausgerüstet und soll Wolkenformationen sowie Regen- und Schneefälle rund um den Globus beobachten. Dabei geht es unter anderem darum, katastrophale Dürren vorherzusagen. Das GMI erfasst Niederschlagsintensitäten und horizontalen Muster, während das DPR Einblicke in die dreidimensionale Struktur von Partikel bietet. Zusammen bilden diese beiden Instrumente eine Datenbank mit Messungen, die mit Beobachtungen im Mikrowellenbereich von anderen Satelliten verglichen und kombiniert werden können, um einen Datensatz des globalen Niederschlags zu erhalten. Alle drei Stunden soll ein neues globales Lagebild vorliegen. Er besitzt eine geplante Lebensdauer von drei Jahren.

## Instrumente
Das GMI wurde von der Ball Aerospace and Technology Corporation im Auftrag der NASA entwickelt. Es arbeitet in 13 Kanälen von 10 GHz bis 183 GHz, ist mit einer 1,2-m-Antenne ausgerüstet und besitzt eine Schwadbreite von 904 km.
Das DPR liefert dreidimensionale Informationen über Ausfällung von Teilchen über die durch diese Teilchen reflektierte Energie in verschiedenen Höhen innerhalb der Wolke. Die Verwendung von zwei Frequenzen erlaubt es dem Radar, auf die Größen der Niederschlagspartikel zu schließen und bieten so Einblicke in die physikalischen Eigenschaften eines Sturms. Die Abtastung im Ka-Frequenzband (35,5 GHz) überstreicht auf der Erdoberfläche einen Bereich von 125 km Breite und liegt innerhalb der Abtastung der Ku-Band-Frequenz (13,6 GHz) von 254 km Breite. Das Instrument wurde von der Japan Aerospace Exploration Agency (JAXA) und des japanischen National Institute of Information and Communications Technology (NICT) entwickelt und gebaut.